# Swobodnyj Ugoł
Swobodnyj Ugoł (ros. Свободный Угол) – wieś w Rosji, w rejonie wołogodzkim obwodu wołogodzkiego. W 2021 r. była niezamieszkana.